# Astragalus pauperiformis
Astragalus pauperiformis är en ärtväxtart som beskrevs av Boris Fedtjenko. Astragalus pauperiformis ingår i släktet vedlar, och familjen ärtväxter. Inga underarter finns listade i Catalogue of Life.